# UEFA Youth League 2022-2023
Navigation
Édition précédente Édition suivante
L'UEFA Youth League 2022-2023 est la 9e édition de l'UEFA Youth League organisée par l'UEFA. C'est une compétition de football réservée aux joueurs de moins de 19 ans. Elle oppose les équipes de moins de 19 ans des clubs professionnels qualifiés pour la Ligue des champions de l'UEFA 2022-2023, ainsi que les clubs champions des 32 championnats les mieux classés au classement UEFA en 2021.
Les demi-finales et la finale initialement prévus pour se dérouler au stade Colovray de Nyon sont délocalisées le 22 mars au stade de Genève par l'UEFA en raison de « l'extraordinaire intérêt des supporters des clubs participants pour le tournoi », un nombre important de supporters de l'Hajduk Split étant attendu.
La finale se conclut sur la victoire du club néerlandais de l'AZ Alkmaar qui bat par 5 buts à 0 le club croate du Hajduk Split.

## Présentation

### Équipes participantes
Un total de 64 équipes issues de 32 des 55 associations affiliées à l'UEFA prennent part à la compétition. Elles sont divisées en deux voies :
- Les équipes jeunes des 32 clubs qualifiés pour la phase de groupes de la Ligue des champions 2022-2023 sont assignés à la voie de la Ligue des champions.
- Les équipes championnes des championnats jeunes des 32 associations les mieux classées au classement UEFA en 2021 sont assignés à la voie des clubs champions.

Si une équipe championne nationale est déjà assignée à la voie de la Ligue des champions, celle-ci est remplacée par le champion national de l’association suivante au classement UEFA.

### Format
La compétition est composée d'une phase préliminaire et d'une phase finale :
- La phase préliminaire peut se diviser en trois étapes
  - Les équipes de la voie de la Ligue des champions s'affrontent au sein de 8 poules de quatre équipes, les premiers sont qualifiés pour les huitièmes de finale et les deuxièmes sont qualifiés pour les barrages.
  - Les équipes de la voie des champions s'affrontent lors deux tours à élimination directe, disputés en rencontres aller-retour. Les vainqueurs du deuxième tour sont qualifiés pour les barrages.
  - Les barrages se disputent sur un match simple, disputé sur le terrain des clubs issus de la voie des champions. Les vainqueurs sont qualifiés pour les huitièmes de finale
- La phase finale se compose de quatre tours, tous disputés en matchs simples à élimination directe : des huitièmes de finale, des quarts de finale, des demi-finales et une finale.

### Restrictions
Pour participer, les joueurs doivent être nés le 1er janvier 2004 au plus tôt, les équipes sont cependant autorisées à enregistrer un maximum de trois joueurs nés entre le 1er janvier et le 31 décembre 2003.

## Calendrier
| Nom                              | Nom                                             | Tirage au sort | Date aller                                         | Date retour                                         |
| -------------------------------- | ----------------------------------------------- | -------------- | -------------------------------------------------- | --------------------------------------------------- |
| Phase préliminaire (2022 - 2023) |                                                 |                |                                                    |                                                     |
| Voie des champions               | Premier tour                                    | 30 août Nyon   | 12, 14, 15 et 21 septembre                         | 4, 5 et 12 octobre                                  |
| Voie des champions               | Second tour                                     | 30 août Nyon   | 26 octobre                                         | 2 novembre                                          |
| Voie de la Ligue des champions   | Journées 1 et 4 Journées 2 et 5 Journées 3 et 6 | 25 août        | 6 et 7 septembre 13 et 14 septembre 4 et 5 octobre | 11 et 12 octobre 25 et 26 octobre 1er et 2 novembre |
| Barrages                         | Barrages                                        | 8 novembre     | 7 et 8 février                                     | 7 et 8 février                                      |
| Phase finale (2022)              |                                                 |                |                                                    |                                                     |
| Huitièmes de finale              | Huitièmes de finale                             | 13 février     | 28 et 1er mars                                     | 28 et 1er mars                                      |
| Quarts de finale                 | Quarts de finale                                | 13 février     | 14 et 15 mars                                      | 14 et 15 mars                                       |
| Demi-finales                     | Demi-finales                                    | 13 février     | 21 avril à Genève                                  | 21 avril à Genève                                   |
| Finale                           | Finale                                          | 13 février     | 24 avril à Genève                                  | 24 avril à Genève                                   |

## Phase de groupes

### Format
Cette voie prend la forme d'une phase de groupes, les groupes étant calqués sur ceux de la Ligue des champions de l'UEFA 2022-2023 tirés à Istanbul le 25 août 2022.
Dans chaque groupe, les équipes jouent chacune entre elles à domicile et à l'extérieur suivant un format « toutes rondes ». Les premiers des groupes sont qualifiés pour les huitièmes de finale, les deuxièmes des groupes sont quant à eux qualifiés pour les barrages, où ils sont alors rejoints par les huit équipes issues de la voie des clubs champions.
| Phase de groupes   | Phase de groupes  | Phase de groupes       | Phase de groupes |
| ------------------ | ----------------- | ---------------------- | ---------------- |
| Manchester City    | AC Milan          | Eintracht Francfort    | RB Salzbourg     |
| Liverpool FC       | Inter Milan       | Paris Saint-Germain    | Celtic FC        |
| Chelsea FC         | SSC Naples        | Olympique de Marseille | Rangers FC       |
| Tottenham Hotspur  | Juventus FC       | FC Porto               | Chakhtar Donetsk |
| Real Madrid        | Bayern Munich     | Sporting CP            | FC Copenhague    |
| FC Barcelone       | Borussia Dortmund | SL Benfica             | Viktoria Plzeň   |
| Atlético de Madrid | Bayer Leverkusen  | Ajax Amsterdam         | Dinamo Zagreb    |
| Séville FC         | RB Leipzig        | Club Bruges            | Maccabi Haïfa    |

Légende des classements
- Qualifié pour les huitièmes de finale
- Repêché en barrages

Légende des résultats
- Victoire à domicile
- Match nul
- Victoire à l'extérieur

#### Groupe A
| Rang | Équipe         | Pts | J | G | N | P | Bp | Bc | Diff |  | Résultats (▼ dom., ► ext.) |     |     |     |     |
| ---- | -------------- | --- | - | - | - | - | -- | -- | ---- |  | -------------------------- | --- | --- | --- | --- |
| 1    | Liverpool FC   | 15  | 6 | 5 | 0 | 1 | 20 | 8  | +12  |  | Liverpool FC               |     | 4-0 | 4-1 | 5-0 |
| 2    | Ajax Amsterdam | 13  | 6 | 4 | 1 | 1 | 17 | 10 | +7   |  | Ajax Amsterdam             | 3-1 |     | 2-1 | 5-1 |
| 3    | Rangers FC     | 6   | 6 | 2 | 0 | 4 | 13 | 20 | -7   |  | Rangers FC                 | 3-4 | 2-6 |     | 3-2 |
| 4    | SSC Naples     | 1   | 6 | 0 | 1 | 5 | 7  | 19 | -12  |  | SSC Naples                 | 1-2 | 1-1 | 2-3 |     |

#### Groupe B
| Rang | Équipe             | Pts | J | G | N | P | Bp | Bc | Diff |  | Résultats (▼ dom., ► ext.) |     |     |     |     |
| ---- | ------------------ | --- | - | - | - | - | -- | -- | ---- |  | -------------------------- | --- | --- | --- | --- |
| 1    | Atlético de Madrid | 15  | 6 | 5 | 0 | 1 | 14 | 4  | +10  |  | Atlético de Madrid         |     | 1-0 | 1-2 | 4-0 |
| 2    | FC Porto           | 12  | 6 | 4 | 0 | 2 | 11 | 7  | +4   |  | FC Porto                   | 1-2 |     | 2-1 | 3-1 |
| 3    | Club Bruges        | 9   | 6 | 3 | 0 | 3 | 10 | 9  | +1   |  | Club Bruges                | 1-3 | 1-2 |     | 4-1 |
| 4    | Bayer Leverkusen   | 0   | 6 | 0 | 0 | 6 | 3  | 18 | -15  |  | Bayer Leverkusen           | 0-3 | 1-3 | 0-1 |     |

#### Groupe C
| Rang | Équipe         | Pts | J | G | N | P | Bp | Bc | Diff |  | Résultats (▼ dom., ► ext.) |     |     |     |     |
| ---- | -------------- | --- | - | - | - | - | -- | -- | ---- |  | -------------------------- | --- | --- | --- | --- |
| 1    | FC Barcelone   | 14  | 6 | 4 | 2 | 0 | 18 | 7  | +11  |  | FC Barcelone               |     | 2-0 | 3-2 | 3-0 |
| 2    | Inter Milan    | 7   | 6 | 2 | 1 | 3 | 10 | 14 | -4   |  | Inter Milan                | 1-6 |     | 2-2 | 4-2 |
| 3    | Bayern Munich  | 6   | 6 | 1 | 3 | 2 | 13 | 13 | 0    |  | Bayern Munich              | 3-3 | 2-0 |     | 1-2 |
| 4    | Viktoria Plzeň | 5   | 6 | 1 | 2 | 3 | 8  | 15 | -7   |  | Viktoria Plzeň             | 1-1 | 0-3 | 3-3 |     |

#### Groupe D
| Rang | Équipe                 | Pts | J | G | N | P | Bp | Bc | Diff |  | Résultats (▼ dom., ► ext.) |     |     |     |     |
| ---- | ---------------------- | --- | - | - | - | - | -- | -- | ---- |  | -------------------------- | --- | --- | --- | --- |
| 1    | Sporting CP            | 14  | 6 | 4 | 2 | 0 | 13 | 3  | +10  |  | Sporting CP                |     | 1-0 | 2-0 | 1-1 |
| 2    | Eintracht Francfort    | 11  | 6 | 3 | 2 | 1 | 9  | 6  | +3   |  | Eintracht Francfort        | 1-1 |     | 1-0 | 2-0 |
| 3    | Tottenham Hotspur      | 6   | 6 | 2 | 0 | 4 | 9  | 10 | -1   |  | Tottenham Hotspur          | 1-2 | 2-3 |     | 3-0 |
| 4    | Olympique de Marseille | 2   | 6 | 0 | 2 | 4 | 5  | 17 | -12  |  | Olympique de Marseille     | 0-6 | 2-2 | 2-3 |     |

#### Groupe E
| Rang | Équipe        | Pts | J | G | N | P | Bp | Bc | Diff |  | Résultats (▼ dom., ► ext.) |     |     |     |     |
| ---- | ------------- | --- | - | - | - | - | -- | -- | ---- |  | -------------------------- | --- | --- | --- | --- |
| 1    | AC Milan      | 14  | 6 | 4 | 2 | 0 | 12 | 5  | +7   |  | AC Milan                   |     | 2-1 | 3-0 | 3-1 |
| 2    | RB Salzbourg  | 8   | 6 | 2 | 2 | 2 | 11 | 7  | +4   |  | RB Salzbourg               | 1-1 |     | 2-0 | 5-1 |
| 3    | Dinamo Zagreb | 6   | 6 | 2 | 0 | 4 | 7  | 14 | -7   |  | Dinamo Zagreb              | 1-2 | 2-1 |     | 4-2 |
| 4    | Chelsea FC    | 5   | 6 | 1 | 2 | 3 | 10 | 14 | -4   |  | Chelsea FC                 | 1-1 | 1-1 | 4-0 |     |

#### Groupe F
| Rang | Équipe           | Pts | J | G | N | P | Bp | Bc | Diff |  | Résultats (▼ dom., ► ext.) |     |     |     |     |
| ---- | ---------------- | --- | - | - | - | - | -- | -- | ---- |  | -------------------------- | --- | --- | --- | --- |
| 1    | Real Madrid      | 16  | 6 | 5 | 1 | 0 | 23 | 5  | +18  |  | Real Madrid                |     | 6-1 | 1-1 | 4-1 |
| 2    | Chakhtar Donetsk | 10  | 6 | 3 | 1 | 2 | 6  | 10 | -4   |  | Chakhtar Donetsk           | 0-3 |     | 0-0 | 2-1 |
| 3    | RB Leipzig       | 5   | 6 | 1 | 2 | 3 | 6  | 8  | -2   |  | RB Leipzig                 | 2-3 | 0-2 |     | 1-2 |
| 4    | Celtic FC        | 3   | 6 | 1 | 0 | 5 | 4  | 16 | -12  |  | Celtic FC                  | 0-6 | 0-1 | 0-2 |     |

#### Groupe G
| Rang | Équipe            | Pts | J | G | N | P | Bp | Bc | Diff |  | Résultats (▼ dom., ► ext.) |     |     |     |     |
| ---- | ----------------- | --- | - | - | - | - | -- | -- | ---- |  | -------------------------- | --- | --- | --- | --- |
| 1    | Manchester City   | 14  | 6 | 4 | 2 | 0 | 16 | 8  | +8   |  | Manchester City            |     | 3-2 | 1-1 | 1-0 |
| 2    | Borussia Dortmund | 8   | 6 | 2 | 2 | 2 | 9  | 9  | 0    |  | Borussia Dortmund          | 3-3 |     | 0-2 | 2-0 |
| 3    | FC Copenhague     | 7   | 6 | 2 | 1 | 3 | 9  | 8  | +1   |  | FC Copenhague              | 1-3 | 0-1 |     | 4-1 |
| 4    | Séville FC        | 4   | 6 | 1 | 1 | 4 | 5  | 14 | -9   |  | Séville FC                 | 1-5 | 1-1 | 2-1 |     |

#### Groupe H
| Rang | Équipe              | Pts | J | G | N | P | Bp | Bc | Diff |  | Résultats (▼ dom., ► ext.) |     |     |     |     |
| ---- | ------------------- | --- | - | - | - | - | -- | -- | ---- |  | -------------------------- | --- | --- | --- | --- |
| 1    | Paris Saint-Germain | 13  | 6 | 4 | 1 | 1 | 20 | 11 | +9   |  | Paris Saint-Germain        |     | 5-3 | 2-3 | 3-1 |
| 2    | Juventus FC         | 11  | 6 | 3 | 2 | 1 | 17 | 14 | +3   |  | Juventus FC                | 4-4 |     | 1-1 | 3-1 |
| 3    | SL Benfica          | 7   | 6 | 2 | 1 | 3 | 12 | 10 | +2   |  | SL Benfica                 | 0-1 | 2-3 |     | 0-1 |
| 4    | Maccabi Haïfa       | 3   | 6 | 1 | 0 | 5 | 6  | 20 | -14  |  | Maccabi Haïfa              | 0-5 | 1-3 | 2-6 |     |

## Voie des clubs champions

### Premier tour de qualification
| Premier tour de qualification | Premier tour de qualification | Premier tour de qualification | Premier tour de qualification | Premier tour de qualification | Premier tour de qualification | Premier tour de qualification | Premier tour de qualification |
| Groupe 1                      | Groupe 1                      | Groupe 1                      | Groupe 1                      | Groupe 2                      | Groupe 2                      | Groupe 2                      | Groupe 2                      |
| ----------------------------- | ----------------------------- | ----------------------------- | ----------------------------- | ----------------------------- | ----------------------------- | ----------------------------- | ----------------------------- |
| FC Nantes                     | KRC Genk                      | Omónia Nicosie                | Étoile rouge de Belgrade      | AZ Alkmaar                    | Hibernian FC                  | Molde FK                      | AIK                           |
| Slavia Prague                 | BSC Young Boys                | NK Domžale                    | FC Pyunik                     | RFCU Luxembourg               | Shamrock Rovers               | FK Pobeda                     | Coleraine FC                  |
| Groupe 3                      | Groupe 3                      | Groupe 3                      | Groupe 3                      | Groupe 4                      | Groupe 4                      | Groupe 4                      | Groupe 4                      |
| Rukh Lviv                     | Hajduk Split                  | FK Qabala                     | MTK Budapest                  | Galatasaray SK                | Panathinaïkós                 | MS Ashdod                     | Slavia Sofia                  |
| Zagłębie Lubin                | AS Trenčín                    | Žalgiris Vilnius              | FK Jelgava                    | Csíkszereda Miercurea Ciuc    | FK Astana                     | Borac Banja Luka              | Apolonia Fier                 |

| Équipe                     | Aller | Total           | Retour | Équipe           |
| -------------------------- | ----- | --------------- | ------ | ---------------- |
| Étoile rouge de Belgrade   | 1 - 0 | 3 - 1           | 2 - 1  | Omónia Nicosie   |
| BSC Young Boys             | 3 - 0 | 5 - 2           | 2 - 2  | NK Domžale       |
| KRC Genk                   | 1 - 2 | 5 - 4           | 4 - 2  | Slavia Prague    |
| FC Nantes                  | 2 - 0 | 5 - 0           | 3 - 0  | FC Pyunik        |
| AZ Alkmaar                 | 5 - 0 | 6 - 1           | 1 - 1  | Shamrock Rovers  |
| AIK                        | 5 - 0 | 8 - 2           | 3 - 2  | RFCU Luxembourg  |
| Molde FK                   | 1 - 0 | 2 - 2 4 - 5 tab | 1 - 2  | Hibernian FC     |
| Coleraine FC               | 3 - 2 | 5 - 4           | 2 - 2  | FK Pobeda        |
| MTK Budapest               | 3 - 0 | 4 - 0           | 1 - 0  | FK Jelgava       |
| Žalgiris Vilnius           | 2 - 1 | 2 - 5           | 0 - 4  | AS Trenčín       |
| Hajduk Split               | 3 - 0 | 5 - 1           | 2 - 1  | FK Qabala        |
| Rukh Lviv                  | 1 - 0 | 1 - 0           | 0 - 0  | Zagłębie Lubin   |
| MS Ashdod                  | 2 - 0 | 5 - 0           | 3 - 0  | Borac Banja Luka |
| Panathinaïkós              | 8 - 0 | 10 - 2          | 2 - 2  | Slavia Sofia     |
| FK Astana                  | 1 - 1 | 2 - 4           | 1 - 3  | Apolonia Fier    |
| Csíkszereda Miercurea Ciuc | 1 - 1 | 1 - 5           | 0 - 4  | Galatasaray SK   |

### Second tour de qualification
| Équipe         | Aller | Total           | Retour | Équipe                   |
| -------------- | ----- | --------------- | ------ | ------------------------ |
| AZ Alkmaar     | 2 - 2 | 3 - 3 4 - 3 tab | 1 - 1  | Étoile rouge de Belgrade |
| Hibernian FC   | 1 - 0 | 3 - 1           | 2 - 1  | FC Nantes                |
| BSC Young Boys | 0 - 3 | 3 - 3 9 - 8 tab | 3 - 0  | AIK                      |
| Coleraine FC   | 0 - 4 | 1 - 10          | 1 - 6  | KRC Genk                 |
| Panathinaïkós  | 2 - 0 | 6 - 3           | 4 - 3  | AS Trenčín               |
| Apolonia Fier  | 0 - 3 | 1 - 6           | 1 - 3  | Hajduk Split             |
| Galatasaray SK | 1 - 3 | 2 - 3           | 1 - 3  | Rukh Lviv                |
| MS Ashdod      | 0 - 2 | 1 - 2           | 1 - 0  | MTK Budapest             |

## Barrages
| Voie des Clubs Champions | Voie de la Ligue    |
| ------------------------ | ------------------- |
| AZ Alkmaar               | Ajax Amsterdam      |
| Hibernian FC             | FC Porto            |
| BSC Young Boys           | Inter Milan         |
| KRC Genk                 | Eintracht Francfort |
| Panathinaïkós            | RB Salzbourg        |
| Hajduk Split             | Chakhtar Donetsk    |
| Rukh Lviv                | Borussia Dortmund   |
| MTK Budapest             | Juventus FC         |

| Club           | Score           | Club                |
| -------------- | --------------- | ------------------- |
| BSC Young Boys | 2 - 3           | RB Salzbourg        |
| AZ Alkmaar     | 5 - 0           | Eintracht Francfort |
| Rukh Lviv      | 1 - 1 4 - 3 tab | Inter Milan         |
| Hajduk Split   | 1 - 0           | Chakhtar Donetsk    |
| MTK Budapest   | 0 - 1           | Ajax Amsterdam      |
| Hibernian FC   | 1 - 2           | Borussia Dortmund   |
| Panathinaïkós  | 0 - 1           | FC Porto            |
| KRC Genk       | 0 - 0 4 - 3 tab | Juventus FC         |

## Phase finale

### Huitièmes de finale
| Voie de la Ligue    | Barrages          |
| ------------------- | ----------------- |
| Liverpool FC        | RB Salzbourg      |
| Atlético de Madrid  | AZ Alkmaar        |
| FC Barcelone        | Rukh Lviv         |
| Sporting CP         | Hajduk Split      |
| AC Milan            | Ajax Amsterdam    |
| Real Madrid         | Borussia Dortmund |
| Manchester City     | FC Porto          |
| Paris Saint-Germain | KRC Genk          |

| Club               | Score           | Club                |
| ------------------ | --------------- | ------------------- |
| AC Milan           | 1 - 0           | Rukh Lviv           |
| FC Barcelone       | 0 - 3           | AZ Alkmaar          |
| Liverpool FC       | 1 - 1 6 - 5 tab | FC Porto            |
| Atlético de Madrid | 4 - 1           | KRC Genk            |
| Borussia Dortmund  | 1 - 1 5 - 4 tab | Paris Saint-Germain |
| Hajduk Split       | 2 - 1           | Manchester City     |
| Sporting CP        | 5 - 1           | Ajax Amsterdam      |
| Real Madrid        | 3 - 1           | RB Salzbourg        |

### Quarts de finale
| Club              | Score           | Club               |
| ----------------- | --------------- | ------------------ |
| AZ Alkmaar        | 4 - 0           | Real Madrid        |
| AC Milan          | 2 - 0           | Atlético de Madrid |
| Sporting CP       | 1 - 0           | Liverpool FC       |
| Borussia Dortmund | 1 - 1 8 - 9 tab | Hajduk Split       |

### Demi-finales
Les demi-finales se jouent au stade de Genève le 21 avril 2023.
| Club         | Score           | Club       |
| ------------ | --------------- | ---------- |
| Sporting CP  | 2 - 2 3 - 4 tab | AZ Alkmaar |
| Hajduk Split | 3 - 1           | AC Milan   |

### Finale
La finale se joue le 24 avril 2023 au stade de Genève.
| Club       | Score | Club         |
| ---------- | ----- | ------------ |
| AZ Alkmaar | 5 - 0 | Hajduk Split |

### Tableau final
|  | Huitièmes de finale                                         | Huitièmes de finale                              | Huitièmes de finale                              | Huitièmes de finale                              |                   |                   | Quarts de finale                                | Quarts de finale                                | Quarts de finale                                | Quarts de finale                                |  |  | Demi-finales                           | Demi-finales                           | Demi-finales                           | Demi-finales                           |  |  | Finale                                 | Finale                                 | Finale                                 | Finale                                 |
|  |                                                             |                                                  |                                                  |                                                  |                   |                   |                                                 |                                                 |                                                 |                                                 |  |  |                                        |                                        |                                        |                                        |  |  |                                        |                                        |                                        |                                        |
|  | 1er mars 2023 - Stade Aurélio Pereira, Alcochete            | 1er mars 2023 - Stade Aurélio Pereira, Alcochete | 1er mars 2023 - Stade Aurélio Pereira, Alcochete | 1er mars 2023 - Stade Aurélio Pereira, Alcochete |                   |                   | 14 mars 2023 - Stade Aurélio Pereira, Alcochete | 14 mars 2023 - Stade Aurélio Pereira, Alcochete | 14 mars 2023 - Stade Aurélio Pereira, Alcochete | 14 mars 2023 - Stade Aurélio Pereira, Alcochete |  |  | 21 avril 2023, Stade de Genève, Genève | 21 avril 2023, Stade de Genève, Genève | 21 avril 2023, Stade de Genève, Genève | 21 avril 2023, Stade de Genève, Genève |  |  | 24 avril 2023, Stade de Genève, Genève | 24 avril 2023, Stade de Genève, Genève | 24 avril 2023, Stade de Genève, Genève | 24 avril 2023, Stade de Genève, Genève |
|  | Sporting CP                                                 | Sporting CP                                      | 5                                                | 5                                                |                   |                   | 14 mars 2023 - Stade Aurélio Pereira, Alcochete | 14 mars 2023 - Stade Aurélio Pereira, Alcochete | 14 mars 2023 - Stade Aurélio Pereira, Alcochete | 14 mars 2023 - Stade Aurélio Pereira, Alcochete |  |  | 21 avril 2023, Stade de Genève, Genève | 21 avril 2023, Stade de Genève, Genève | 21 avril 2023, Stade de Genève, Genève | 21 avril 2023, Stade de Genève, Genève |  |  | 24 avril 2023, Stade de Genève, Genève | 24 avril 2023, Stade de Genève, Genève | 24 avril 2023, Stade de Genève, Genève | 24 avril 2023, Stade de Genève, Genève |
|  | Sporting CP                                                 | Sporting CP                                      | 5                                                | 5                                                |                   |                   | 14 mars 2023 - Stade Aurélio Pereira, Alcochete | 14 mars 2023 - Stade Aurélio Pereira, Alcochete | 14 mars 2023 - Stade Aurélio Pereira, Alcochete | 14 mars 2023 - Stade Aurélio Pereira, Alcochete |  |  | 21 avril 2023, Stade de Genève, Genève | 21 avril 2023, Stade de Genève, Genève | 21 avril 2023, Stade de Genève, Genève | 21 avril 2023, Stade de Genève, Genève |  |  | 24 avril 2023, Stade de Genève, Genève | 24 avril 2023, Stade de Genève, Genève | 24 avril 2023, Stade de Genève, Genève | 24 avril 2023, Stade de Genève, Genève |
|  | Ajax Amsterdam                                              | Ajax Amsterdam                                   | 1                                                | 1                                                |                   |                   | 14 mars 2023 - Stade Aurélio Pereira, Alcochete | 14 mars 2023 - Stade Aurélio Pereira, Alcochete | 14 mars 2023 - Stade Aurélio Pereira, Alcochete | 14 mars 2023 - Stade Aurélio Pereira, Alcochete |  |  | 21 avril 2023, Stade de Genève, Genève | 21 avril 2023, Stade de Genève, Genève | 21 avril 2023, Stade de Genève, Genève | 21 avril 2023, Stade de Genève, Genève |  |  | 24 avril 2023, Stade de Genève, Genève | 24 avril 2023, Stade de Genève, Genève | 24 avril 2023, Stade de Genève, Genève | 24 avril 2023, Stade de Genève, Genève |
|  | Ajax Amsterdam                                              | Ajax Amsterdam                                   | 1                                                | 1                                                | Sporting CP       | Sporting CP       | 1                                               | 1                                               |                                                 |                                                 |  |  | 21 avril 2023, Stade de Genève, Genève | 21 avril 2023, Stade de Genève, Genève | 21 avril 2023, Stade de Genève, Genève | 21 avril 2023, Stade de Genève, Genève |  |  | 24 avril 2023, Stade de Genève, Genève | 24 avril 2023, Stade de Genève, Genève | 24 avril 2023, Stade de Genève, Genève | 24 avril 2023, Stade de Genève, Genève |
|  | 1er mars 2023 - Kirkby Training Centre, Liverpool           |                                                  |                                                  |                                                  | Sporting CP       | Sporting CP       | 1                                               | 1                                               |                                                 |                                                 |  |  | 21 avril 2023, Stade de Genève, Genève | 21 avril 2023, Stade de Genève, Genève | 21 avril 2023, Stade de Genève, Genève | 21 avril 2023, Stade de Genève, Genève |  |  | 24 avril 2023, Stade de Genève, Genève | 24 avril 2023, Stade de Genève, Genève | 24 avril 2023, Stade de Genève, Genève | 24 avril 2023, Stade de Genève, Genève |
|  |                                                             |                                                  | Liverpool FC                                     | Liverpool FC                                     | 0                 | 0                 |                                                 |                                                 |                                                 |                                                 |  |  | 21 avril 2023, Stade de Genève, Genève | 21 avril 2023, Stade de Genève, Genève | 21 avril 2023, Stade de Genève, Genève | 21 avril 2023, Stade de Genève, Genève |  |  | 24 avril 2023, Stade de Genève, Genève | 24 avril 2023, Stade de Genève, Genève | 24 avril 2023, Stade de Genève, Genève | 24 avril 2023, Stade de Genève, Genève |
|  | Liverpool FC                                                | Liverpool FC                                     | Liverpool FC                                     | Liverpool FC                                     | 0                 | 0                 | 1 (6)                                           | 1 (6)                                           |                                                 |                                                 |  |  | 21 avril 2023, Stade de Genève, Genève | 21 avril 2023, Stade de Genève, Genève | 21 avril 2023, Stade de Genève, Genève | 21 avril 2023, Stade de Genève, Genève |  |  | 24 avril 2023, Stade de Genève, Genève | 24 avril 2023, Stade de Genève, Genève | 24 avril 2023, Stade de Genève, Genève | 24 avril 2023, Stade de Genève, Genève |
|  | Liverpool FC                                                | Liverpool FC                                     | 15 mars 2023 - AZ Training Centre, Wijdewormer   |                                                  |                   |                   | 1 (6)                                           | 1 (6)                                           |                                                 |                                                 |  |  | 21 avril 2023, Stade de Genève, Genève | 21 avril 2023, Stade de Genève, Genève | 21 avril 2023, Stade de Genève, Genève | 21 avril 2023, Stade de Genève, Genève |  |  | 24 avril 2023, Stade de Genève, Genève | 24 avril 2023, Stade de Genève, Genève | 24 avril 2023, Stade de Genève, Genève | 24 avril 2023, Stade de Genève, Genève |
|  | FC Porto                                                    | FC Porto                                         | 1 (5)                                            | 1 (5)                                            |                   |                   |                                                 |                                                 |                                                 |                                                 |  |  | 21 avril 2023, Stade de Genève, Genève | 21 avril 2023, Stade de Genève, Genève | 21 avril 2023, Stade de Genève, Genève | 21 avril 2023, Stade de Genève, Genève |  |  | 24 avril 2023, Stade de Genève, Genève | 24 avril 2023, Stade de Genève, Genève | 24 avril 2023, Stade de Genève, Genève | 24 avril 2023, Stade de Genève, Genève |
|  | FC Porto                                                    | FC Porto                                         | 1 (5)                                            | 1 (5)                                            | Sporting CP       | Sporting CP       | 2 (3)                                           | 2 (3)                                           |                                                 |                                                 |  |  |                                        |                                        |                                        |                                        |  |  | 24 avril 2023, Stade de Genève, Genève | 24 avril 2023, Stade de Genève, Genève | 24 avril 2023, Stade de Genève, Genève | 24 avril 2023, Stade de Genève, Genève |
|  | 1er mars 2023 - Stade Johan-Cruyff, Sant Joan Despí         |                                                  |                                                  |                                                  | Sporting CP       | Sporting CP       | 2 (3)                                           | 2 (3)                                           |                                                 |                                                 |  |  |                                        |                                        |                                        |                                        |  |  | 24 avril 2023, Stade de Genève, Genève | 24 avril 2023, Stade de Genève, Genève | 24 avril 2023, Stade de Genève, Genève | 24 avril 2023, Stade de Genève, Genève |
|  |                                                             |                                                  | AZ Alkmaar                                       | AZ Alkmaar                                       | 2 (4)             | 2 (4)             |                                                 |                                                 |                                                 |                                                 |  |  |                                        |                                        |                                        |                                        |  |  | 24 avril 2023, Stade de Genève, Genève | 24 avril 2023, Stade de Genève, Genève | 24 avril 2023, Stade de Genève, Genève | 24 avril 2023, Stade de Genève, Genève |
|  | FC Barcelone                                                | FC Barcelone                                     | AZ Alkmaar                                       | AZ Alkmaar                                       | 2 (4)             | 2 (4)             | 0                                               | 0                                               |                                                 |                                                 |  |  |                                        |                                        |                                        |                                        |  |  | 24 avril 2023, Stade de Genève, Genève | 24 avril 2023, Stade de Genève, Genève | 24 avril 2023, Stade de Genève, Genève | 24 avril 2023, Stade de Genève, Genève |
|  | FC Barcelone                                                | FC Barcelone                                     | 21 avril 2023, Stade de Genève, Genève           |                                                  |                   |                   | 0                                               | 0                                               |                                                 |                                                 |  |  |                                        |                                        |                                        |                                        |  |  | 24 avril 2023, Stade de Genève, Genève | 24 avril 2023, Stade de Genève, Genève | 24 avril 2023, Stade de Genève, Genève | 24 avril 2023, Stade de Genève, Genève |
|  | AZ Alkmaar                                                  | AZ Alkmaar                                       | 3                                                | 3                                                |                   |                   |                                                 |                                                 |                                                 |                                                 |  |  |                                        |                                        |                                        |                                        |  |  | 24 avril 2023, Stade de Genève, Genève | 24 avril 2023, Stade de Genève, Genève | 24 avril 2023, Stade de Genève, Genève | 24 avril 2023, Stade de Genève, Genève |
|  | AZ Alkmaar                                                  | AZ Alkmaar                                       | 3                                                | 3                                                | AZ Alkmaar        | AZ Alkmaar        | 4                                               | 4                                               |                                                 |                                                 |  |  |                                        |                                        |                                        |                                        |  |  | 24 avril 2023, Stade de Genève, Genève | 24 avril 2023, Stade de Genève, Genève | 24 avril 2023, Stade de Genève, Genève | 24 avril 2023, Stade de Genève, Genève |
|  | 1er mars 2023 - Stade Alfredo-Di-Stéfano, Madrid            |                                                  |                                                  |                                                  | AZ Alkmaar        | AZ Alkmaar        | 4                                               | 4                                               |                                                 |                                                 |  |  |                                        |                                        |                                        |                                        |  |  | 24 avril 2023, Stade de Genève, Genève | 24 avril 2023, Stade de Genève, Genève | 24 avril 2023, Stade de Genève, Genève | 24 avril 2023, Stade de Genève, Genève |
|  |                                                             |                                                  | Real Madrid                                      | Real Madrid                                      | 0                 | 0                 |                                                 |                                                 |                                                 |                                                 |  |  |                                        |                                        |                                        |                                        |  |  | 24 avril 2023, Stade de Genève, Genève | 24 avril 2023, Stade de Genève, Genève | 24 avril 2023, Stade de Genève, Genève | 24 avril 2023, Stade de Genève, Genève |
|  | Real Madrid                                                 | Real Madrid                                      | Real Madrid                                      | Real Madrid                                      | 0                 | 0                 | 3                                               | 3                                               |                                                 |                                                 |  |  |                                        |                                        |                                        |                                        |  |  | 24 avril 2023, Stade de Genève, Genève | 24 avril 2023, Stade de Genève, Genève | 24 avril 2023, Stade de Genève, Genève | 24 avril 2023, Stade de Genève, Genève |
|  | Real Madrid                                                 | Real Madrid                                      | 15 mars 2023 - BVB Stadion Dortmund, Dortmund    |                                                  |                   |                   | 3                                               | 3                                               |                                                 |                                                 |  |  |                                        |                                        |                                        |                                        |  |  | 24 avril 2023, Stade de Genève, Genève | 24 avril 2023, Stade de Genève, Genève | 24 avril 2023, Stade de Genève, Genève | 24 avril 2023, Stade de Genève, Genève |
|  | RB Salzbourg                                                | RB Salzbourg                                     | 1                                                | 1                                                |                   |                   |                                                 |                                                 |                                                 |                                                 |  |  |                                        |                                        |                                        |                                        |  |  | 24 avril 2023, Stade de Genève, Genève | 24 avril 2023, Stade de Genève, Genève | 24 avril 2023, Stade de Genève, Genève | 24 avril 2023, Stade de Genève, Genève |
|  | RB Salzbourg                                                | RB Salzbourg                                     | 1                                                | 1                                                | AZ Alkmaar        | AZ Alkmaar        | 5                                               | 5                                               |                                                 |                                                 |  |  |                                        |                                        |                                        |                                        |  |  |                                        |                                        |                                        |                                        |
|  | 28 février 2023 - Dortmund Brackel Training Groun, Dortmund |                                                  |                                                  |                                                  | AZ Alkmaar        | AZ Alkmaar        | 5                                               | 5                                               |                                                 |                                                 |  |  |                                        |                                        |                                        |                                        |  |  |                                        |                                        |                                        |                                        |
|  |                                                             |                                                  | Hajduk Split                                     | Hajduk Split                                     | 0                 | 0                 |                                                 |                                                 |                                                 |                                                 |  |  |                                        |                                        |                                        |                                        |  |  |                                        |                                        |                                        |                                        |
|  | Borussia Dortmund                                           | Borussia Dortmund                                | Hajduk Split                                     | Hajduk Split                                     | 0                 | 0                 | 1 (5)                                           | 1 (5)                                           |                                                 |                                                 |  |  |                                        |                                        |                                        |                                        |  |  |                                        |                                        |                                        |                                        |
|  | Borussia Dortmund                                           | Borussia Dortmund                                |                                                  |                                                  |                   |                   |                                                 | 1 (5)                                           |                                                 |                                                 |  |  |                                        |                                        |                                        |                                        |  |  |                                        |                                        |                                        |                                        |
|  | Paris Saint-Germain                                         | Paris Saint-Germain                              | 1 (4)                                            | 1 (4)                                            |                   |                   |                                                 |                                                 |                                                 |                                                 |  |  |                                        |                                        |                                        |                                        |  |  |                                        |                                        |                                        |                                        |
|  | Paris Saint-Germain                                         | Paris Saint-Germain                              | 1 (4)                                            | 1 (4)                                            | Borussia Dortmund | Borussia Dortmund | 1 (8)                                           | 1 (8)                                           |                                                 |                                                 |  |  |                                        |                                        |                                        |                                        |  |  |                                        |                                        |                                        |                                        |
|  | 28 février 2023 - Stade de Poljud, Split                    |                                                  |                                                  |                                                  | Borussia Dortmund | Borussia Dortmund | 1 (8)                                           | 1 (8)                                           |                                                 |                                                 |  |  |                                        |                                        |                                        |                                        |  |  |                                        |                                        |                                        |                                        |
|  |                                                             |                                                  | Hajduk Split                                     | Hajduk Split                                     | 1 (9)             | 1 (9)             |                                                 |                                                 |                                                 |                                                 |  |  |                                        |                                        |                                        |                                        |  |  |                                        |                                        |                                        |                                        |
|  | Hajduk Split                                                | Hajduk Split                                     | Hajduk Split                                     | Hajduk Split                                     | 1 (9)             | 1 (9)             | 2                                               | 2                                               |                                                 |                                                 |  |  |                                        |                                        |                                        |                                        |  |  |                                        |                                        |                                        |                                        |
|  | Hajduk Split                                                | Hajduk Split                                     | 14 mars 2023 - Centro Sportivo Vismara, Milan    |                                                  |                   |                   | 2                                               | 2                                               |                                                 |                                                 |  |  |                                        |                                        |                                        |                                        |  |  |                                        |                                        |                                        |                                        |
|  | Manchester City                                             | Manchester City                                  | 1                                                | 1                                                |                   |                   |                                                 |                                                 |                                                 |                                                 |  |  |                                        |                                        |                                        |                                        |  |  |                                        |                                        |                                        |                                        |
|  | Manchester City                                             | Manchester City                                  | 1                                                | 1                                                | Hajduk Split      | Hajduk Split      | 3                                               | 3                                               |                                                 |                                                 |  |  |                                        |                                        |                                        |                                        |  |  |                                        |                                        |                                        |                                        |
|  | 28 février 2023 - Centro Sportivo Vismara, Milan            |                                                  |                                                  |                                                  | Hajduk Split      | Hajduk Split      | 3                                               | 3                                               |                                                 |                                                 |  |  |                                        |                                        |                                        |                                        |  |  |                                        |                                        |                                        |                                        |
|  |                                                             |                                                  | AC Milan                                         | AC Milan                                         | 1                 | 1                 |                                                 |                                                 |                                                 |                                                 |  |  |                                        |                                        |                                        |                                        |  |  |                                        |                                        |                                        |                                        |
|  | AC Milan                                                    | AC Milan                                         | AC Milan                                         | AC Milan                                         | 1                 | 1                 | 1                                               | 1                                               |                                                 |                                                 |  |  |                                        |                                        |                                        |                                        |  |  |                                        |                                        |                                        |                                        |
|  | AC Milan                                                    | AC Milan                                         |                                                  |                                                  |                   |                   |                                                 | 1                                               |                                                 |                                                 |  |  |                                        |                                        |                                        |                                        |  |  |                                        |                                        |                                        |                                        |
|  | Rukh Lviv                                                   | Rukh Lviv                                        | 0                                                | 0                                                |                   |                   |                                                 |                                                 |                                                 |                                                 |  |  |                                        |                                        |                                        |                                        |  |  |                                        |                                        |                                        |                                        |
|  | Rukh Lviv                                                   | Rukh Lviv                                        | 0                                                | 0                                                | AC Milan          | AC Milan          | 2                                               | 2                                               |                                                 |                                                 |  |  |                                        |                                        |                                        |                                        |  |  |                                        |                                        |                                        |                                        |
|  | 1er mars 2023 - Estadio Metropolitano, Madrid               |                                                  |                                                  |                                                  | AC Milan          | AC Milan          | 2                                               | 2                                               |                                                 |                                                 |  |  |                                        |                                        |                                        |                                        |  |  |                                        |                                        |                                        |                                        |
|  |                                                             |                                                  | Atlético de Madrid                               | Atlético de Madrid                               | 0                 | 0                 |                                                 |                                                 |                                                 |                                                 |  |  |                                        |                                        |                                        |                                        |  |  |                                        |                                        |                                        |                                        |
|  | Atlético de Madrid                                          | Atlético de Madrid                               | Atlético de Madrid                               | Atlético de Madrid                               | 0                 | 0                 | 4                                               | 4                                               |                                                 |                                                 |  |  |                                        |                                        |                                        |                                        |  |  |                                        |                                        |                                        |                                        |
|  | Atlético de Madrid                                          | Atlético de Madrid                               |                                                  |                                                  |                   |                   |                                                 | 4                                               |                                                 |                                                 |  |  |                                        |                                        |                                        |                                        |  |  |                                        |                                        |                                        |                                        |
|  | KRC Genk                                                    | KRC Genk                                         | 1                                                | 1                                                |                   |                   |                                                 |                                                 |                                                 |                                                 |  |  |                                        |                                        |                                        |                                        |  |  |                                        |                                        |                                        |                                        |
|  | KRC Genk                                                    | KRC Genk                                         | 1                                                | 1                                                |                   |                   |                                                 |                                                 |                                                 |                                                 |  |  |                                        |                                        |                                        |                                        |  |  |                                        |                                        |                                        |                                        |
|  |                                                             |                                                  |                                                  |                                                  |                   |                   |                                                 |                                                 |                                                 |                                                 |  |  |                                        |                                        |                                        |                                        |  |  |                                        |                                        |                                        |                                        |

## Nombre d'équipes par association et par tour
L'ordre des fédérations est établi suivant le classement UEFA des pays en 2022.
| Association |       | Phase de groupes                                   | +  | Barrages              | Huitièmes de finale         | Quarts de finale | Demi-finales | Finale    |
| ----------- | ----- | -------------------------------------------------- | -- | --------------------- | --------------------------- | ---------------- | ------------ | --------- |
| Angleterre  |       | 4 Chelsea, Liverpool, Man. City, Tottenham         |    |                       | 2 Liverpool, Man. City      | 1 Liverpool      |              |           |
| Espagne     |       | 4 Atlético, Barcelone, Real, Séville               |    |                       | 3 Atlético, Barcelone, Real | 2 Atlético, Real |              |           |
| Italie      |       | 4 Inter, Juventus, Milan, Naples                   |    | 2 Inter, Juventus     | 1 Milan                     | 1 Milan          | 1 Milan      |           |
| Allemagne   |       | 5 Bayern, Dortmund, Francfort, Leipzig, Leverkusen |    | 2 Dortmund, Francfort | 1 Dortmund                  | 1 Dortmund       |              |           |
| France      |       | 2 Marseille, Paris                                 |    |                       | 1 Paris                     |                  |              |           |
| Portugal    |       | 3 Benfica, Porto, Sporting                         |    | 1 Porto               | 2 Porto, Sporting           | 1 Sporting       | 1 Sporting   |           |
| Pays-Bas    |       | 1 Ajax                                             | +1 | 2 Ajax, Alkmaar       | 2 Ajax, Alkmaar             | 1 Alkmaar        | 1 Alkmaar    | 1 Alkmaar |
| Belgique    |       | 1 Bruges                                           | +1 | 1 Genk                | 1 Genk                      |                  |              |           |
| Autriche    |       | 1 Salzbourg                                        |    | 1 Salzbourg           | 1 Salzbourg                 |                  |              |           |
| Écosse      |       | 2 Celtic, Rangers                                  | +1 | 1 Hibernian           |                             |                  |              |           |
| Ukraine     |       | 1 Donetsk                                          | +1 | 2 Donetsk, Lviv       | 1 Lviv                      |                  |              |           |
| Danemark    |       | 1 Copenhague                                       |    |                       |                             |                  |              |           |
| Tchéquie    |       | 1 Plzeň                                            |    |                       |                             |                  |              |           |
| Croatie     |       | 1 Zagreb                                           | +1 | 1 Split               | 1 Split                     | 1 Split          | 1 Split      | 1 Split   |
| Suisse      |       |                                                    | +1 | 1 Young Boys          |                             |                  |              |           |
| Grèce       |       |                                                    | +1 | 1 Panathinaïkós       |                             |                  |              |           |
| Israël      |       | 1 Haïfa                                            |    |                       |                             |                  |              |           |
| Hongrie     |       |                                                    | +1 | 1 Budapest            |                             |                  |              |           |
| Total       | Total | 32                                                 | +8 | 16                    | 16                          | 8                | 4            | 2         |

## Classement annexes

### Meilleurs buteurs
| Rang | Buteur        | Club                | Buts |
| ---- | ------------- | ------------------- | ---- |
| 1    | Bilal Mazhar  | Panathinaïkós       | 9    |
| 1    | Mexx Meerdink | AZ Alkmaar          | 9    |
| 3    | Ilyes Housni  | Paris Saint-Germain | 8    |

### Meilleurs passeurs
| Rang | Passeur        | Club            | Passes |
| ---- | -------------- | --------------- | ------ |
| 1    | Carlos Borges  | Manchester City | 6      |
| 2    | Aleix Garrido  | FC Barcelone    | 5      |
| 2    | Jorge Meireles | FC Porto        | 5      |